# 東松照明
東松 照明（とうまつ しょうめい、男性、1930年1月16日 - 2012年12月14日）は、日本の写真家。
戦後日本を代表する写真家の一人。ヨーロッパやアメリカでも写真展を開くなど、海外での評価も高い。愛知県名古屋市出身。

## 経歴
愛知県名古屋市に生まれる。1954年 - 愛知大学法経学部経済学科在学中、土門拳・木村伊兵衛が審査員を務める「カメラ（CAMERA）」の月例コンテストに応募。学内新聞に発表した「皮肉な誕生」が反響を呼ぶ。卒業後、『岩波写真文庫』のスタッフになる。
1956年 - フリーとなる。1958年 - 「地方政治家」を題材にした作品群で日本写真批評家協会新人賞受賞。
1959年 - 奈良原一高、細江英公らと写真家集団「VIVO」設立（61年解散）。
1961年 - 土門拳らと広島、長崎の被爆者、被爆遺構などを取材、『hiroshima-nagasaki document 1961』（第5回日本写真批評家協会作家賞）を刊行。1963年 - 雑誌『太陽』の特派員としてアフガニスタンを取材、翌年『太陽』5月号でアフガニスタン特集が組まれる。
1968年 - 写真集『サラーム・アレイコム』を自身の出版社「写研」より刊行。1969年 - 雑誌『アサヒカメラ』の特派員として沖縄を取材。写真集『沖縄に基地があるのではなく基地の中に沖縄がある』を出版。
1972年 - 沖縄に移住。
1974年 - 「New Japanese Photography」展（ニューヨーク近代美術館）出品、 荒木経惟らと「ワークショップ写真学校」を開講。1975年 - 写真集『太陽の鉛筆』で日本写真協会年度賞、翌年芸術選奨文部大臣賞、毎日芸術賞受賞。
1984年 - 「SHOMEI TOMATSU　Japan　1952-1981」展（ウィーン近代美術館など）。1992年 - 「SAKURA +PLASTICS」展（メトロポリタン美術館）。
1995年 - 紫綬褒章受章。
1998年 - 長崎に移住。1999年 - 「日本列島クロニクル―東松照明の50年」展（東京都写真美術館）開催、日本芸術大賞受賞（新潮文芸振興会主催）。2000年 - 「長崎マンダラ展」（長崎県立美術博物館）。
2002年 - 「東松照明展　沖縄マンダラ」（浦添市美術館）開催。アフガニスタン支援を目的に巡回写真展「アッサラーム・アレクイン」を開始。2003年 - 「東松照明の写真 1972-2002」展（京都国立近代美術館）開催。中日文化賞受賞。
2004年 - 「Skin of the Nation」展（ワシントン、サンフランシスコを巡回）。
2005年 - 日本写真協会功労賞受賞。
2006年 - 「愛知曼陀羅－東松照明の原風景」展（愛知県美術館）。　2007年 - 「東松照明:Tokyo曼陀羅」展（東京都写真美術館）。2011年 - 「東松照明写真展「太陽へのラブレター」」（沖縄県立博物館・美術館）。
2012年 - 12月14日、肺炎のため那覇市内の病院で死去。

## 主な作品

### 写真集
『やきものの町　瀬戸』岩波書店、1954年
『水害と日本人』岩波書店、1954年
『戦争と平和』岩波書店、1955年
『hiroshima-nagasaki document 1961』（共著）原水爆禁止日本協議会 1961年
『〈11時02分〉NAGASAKI』写真同人社、1966年
『サラーム・アレイコム』写研、1968年
『おお！新宿』写研、1969年
『沖縄に基地があるのではなく基地の中に沖縄がある』写研、1969年
『戦後派（フォトシリーズ映像の現代5）』中央公論社、1971年
『I am a king』写真評論社、1972年
『太陽の鉛筆　沖縄・海と空と島と人びと・そして東南アジアへ』毎日新聞社、1975年
『泥の王国』朝日ソノラマ、1978年
『東松照明の戦後の証明』朝日新聞社、1984年
『廃園』PARCO出版局、1987年
『さくら・桜・サクラ』ブレーンセンター、1990年
『Visions of Japan』光琳社出版、1998年
『時の島々』岩波書店、1998年
『日本の写真家30　東松照明』岩波書店、1999年
『東松照明 1951-60』作品社、2000年
『東松照明展 沖縄マンダラ』前島アートセンター、2002年
『東松照明：Tokyo曼陀羅』東京都写真美術館、2007年

### 評論
上野昻志『写真家東松照明』青土社、1999年
東松照明監修『長崎曼荼羅 : 東松照明の眼1961～』長崎新聞社、2005年